# Ignacy Uptas
Ignacy Uptas (ur. 22 lipca 1922 w Łodzi, zm. 23 sierpnia 1993 tamże) – polski piłkarz grający na pozycji bramkarza w łódzkim Widzewie. Przez całą karierę reprezentował barwy łódzkiego Widzewa. Protoplasta „widzewskiego charakteru”. Zapisał się w historii łódzkiego klubu tym, że jako bramkarz z rzutu karnego strzelił bramkę warszawskiej Legii.